# كمال كاظمي
كمال كاظمي (مواليد 27 أكتوبر 1969) هو ممثل مغربي، شارك في العديد من الأفلام والمسلسلات المغربية والأجنبية، وهو واحد من الممثلين المغاربة الأكثر ظهورًا على الشاشة. كانت بدايته الفنية على المسرح، ثم انتقل إلى التلفاز حيث برز بشخصية حديدان التي كانت أفضل ما قدمه على الإطلاق.

## مسيرته
بدأ مسيرته في التمثيل من خلال خشبة المسرح، قبل أن يشارك بعدها في عدد من المسلسلات المغربية الشهيرة مثل مسلسل الخاوة ومسلسل حديدان ومسلسل حديدان في كليز، وتعد سلسلة حديدان هي أشهر أعماله. بحيث حققت نجاحًا كبيرًا في المغرب.
كما أن له حضور فعال في بعض البرامج التلفزية مثل جزيرة الكنز وبرنامج المواهب الكوميدية ستانداب (الجزء الأول)، ومشاركات عديدة في المسرح وبعض الافلام اهمها فيلم ألوان في المنفى مع الممثلة أمال صقر لكن أصبح حضوره في الاونة الأخيرة مكثفا في التلفزيون في بعض السيتكومات أبرزها بنت الناس، راس المحاين والخاوة التي انفرد ببطولتها.
في أكتوبر 2020 ظهرت إشاعات عن وفاة كمال كاظمي.

## أعماله

### مسلسلات وسيتكومات
- مسلسل المتشرد
- مسلسل حديدان (الجزء الأول)
- مسلسل حديدان (الجزء التاني)
- فوازير سولو حديدان
- مسلسل حديدان في كليز
- سيت كوم لالة فاطمة (ضيف حلقات)
- مسلسل مداولة (ضيف حلقات)
- سيت كوم بنت الناس
- مسلسل ساعة في الجحيم (ضيف الحلقات)
- سيت كوم الخاوة
- سيت كوم بنكالو
- سيت كوم العوني (الجزء الثاني) ضيف شرف
- مسلسل رمانة وبرطال (الجزء 1) ضيف الحلقات
- مسلسل رمانة وبرطال (الجزء 2) ضيف الحلقات
- سلسلة عبد الرؤوف والتقاعد
- مسلسل راس المحاين
- سيت كوم لخواتات (ضيف شرف)
- مسلسل حديدان عند الفراعنة
- مسلسل حديدان وبنت الحراز[4]

- السيتكوم الأمازيغي " تيمكي إيمقورن"
- 2009: ألو 15
- 2009: رجل فوق الشبهات
- 2014: ألوان في المنفى
- 2016: دالاص
- 2017: إشاعة
- 2018: كيليكيس دوار البوم
- 2018: جمال عفينة
- 2020: الكونجي

### مسرحيات
- مسرحية المفتش
- مسرحية اسويفون
- مسرحية على السلامة
- مسرحية يوليوس قيصر
- مسرحية خفة الرجل
- مسرحية ترانزيت
- مسرحية حديث ومغزل
- مسرحية الجمرة
- مسرحية الريح
- مسرحية النشبة

### برامج
- جزيرة الكنز(شخصية مول الحكمة)
- ستانداب (ج1) (عضو في لجنة التحكيم)
- رشيد شو (ضيف)
- جار ومجرور (أداء مقلب)
- وقيل هو (أداء المقالب)
- لالة لعروسة (تنشيط)

## وصلات خارجية
- موقع القناة الثانية نسخة محفوظة 28 ديسمبر 2017 على موقع واي باك مشين.